# Dove Holes
Dove Holes är en by i Derbyshire i England. Byn är belägen 50,1 km 
från Derby. Orten har 1 092 invånare (2015).